# Claude Ferval
Pour les articles homonymes, voir Ferval.
Claude Ferval (nom de plume de la baronne Marguerite Aimery Harty de Pierrebourg née Thomas-Galline), née le 15 juin 1856 à Agen et morte le 20 avril 1943 à Herbault (Loir-et-Cher) est une romancière, biographe, poétesse, française.

## Biographie
Marguerite Thomas Galline naît à Agen. Son père est général et va de garnison en garnison. Elle passe une partie de son enfance à Lyon où elle est pensionnaire au couvent de l'Assomption. Elle se marie, à Lyon, le 18 avril 1876 avec un officier, le baron Aimery Harty de Pierrebourg, avec qui elle a deux enfants, un fils et une fille. Elle le suit en Algérie et dans ses autres affectations. Durant une dizaine d'années elle se consacre à la peinture en fréquentant l'Académie Julian, elle travaille sous la direction de Tony-Robert Fleury et expose au Salon.
Après le mariage de sa fille, elle se consacre à l'écriture. Elle écrit et publie son premier roman L'autre amour. Il bénéficie de bonnes critiques et reçoit un prix de l'Académie française. Claude Ferval se sépare de son mari. Elle a une longue liaison avec Paul Hervieu (mort en 1915). Elle écrit d'autres romans. Ami de Claude Ferval et habitué de son salon, Marcel Proust apprécie la qualité littéraire de ceux-ci ; il sollicite l'avis de son amie pour ses propres écrits : « pour le livre que je termine j'aimerai bien avoir votre conseil » ; « si vraiment ce que je pense vous soucie un peu […] rien n'est plus réciproque. Ne fûtes vous pas, je crois, la seule personne à qui je demandais autrefois avis pour une édition de mes pastiches. ».
Claude Ferval consacre la suite de sa carrière littéraire à l'écriture de biographies, le plus souvent ce sont de grandes figures féminines. L'accueil critique est généralement très favorable, par exemple Maurice Rostand écrit pour Ninon « Voici un très beau livre et d'une poésie tellement attachante qu'il est impossible d'en interrompre la lecture commencée. Le charme de Ninon y semble vivre encore, volé au sourire de ses portraits, au silence de son tombeau. Et le charme qui en émane, ce charme à la fois si persistant et si fort, est le plus différent de celui qui s'élève en général de ces résurrections historiques. C'est que, comme toute œuvre supérieure, ce beau livre a un secret… »
En 1912 Claude Ferval devient présidente du jury du prix de la Vie Heureuse, dont le nom, en 1922, deviendra prix Fémina. Elle est membre de la Société des Gens de Lettres.
Elle repose au cimetière de Passy (division 15) dans la tombe de Paul Hervieu.

## Distinctions
Claude Ferval a reçu deux prix de l'Académie française : en 1934 le prix de l'Académie pour Rousseau et les femmes ; en 1903 le prix Montyon pour L'autre amour.

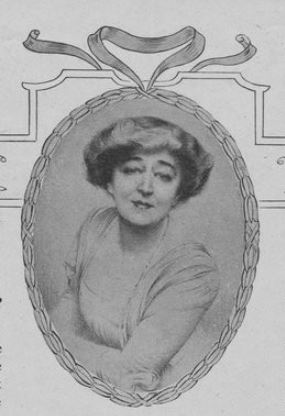
Claude Ferval, portrait publié dans la revue Gil Blas en janvier 1912

## Publications

### Romans et poésies
L'Autre amour, Paris, 1902, Calmann-Lévy, 318 p.
Ciel rouge, Paria, 1908, E. Fasquelle, 331 p.
Ma figure, illustrations de René Prinet, Paris, 1911, A. Fayard, 126 p.
Vie de château, Paris, 1904, E. Fasquelle, 309 p.
La trace de ses pas, dernier vers, poèmes, préface de Georges de Lauris, Paris, 1946, A. Fayard, 275 p.

### Biographies
Madame Du Deffand : l'esprit et l'amour au XVIIIe siècle, Paris, Arthème Fayard et Cie, 1933, 414 p. lire en ligne sur Gallica
Ninon et son cortège, Paris, A. Fayard, 1924, 284 p.
Madame Du Châtelet, une maîtresse de Voltaire, Paris, A. Fayard, 1948, 246 p.
Jean-Jacques Rousseau et les femmes, Paris, Arthème Fayard et Cie, 1934, 415 p.
La Vie et la mort de Cléopâtre, Paris, A. Fayard, 1922, 348 p.
Un double amour (Louise de La Vallière), préface de Jean Richepin, Paris, 1913, E. Fasquelle, 383 p.